# Antro

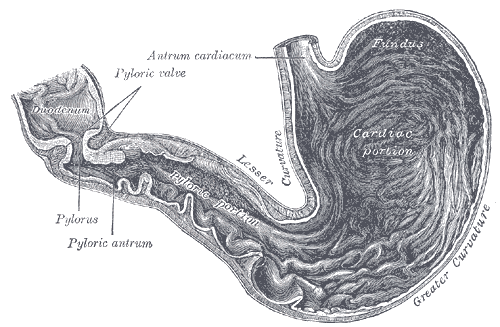
Regiões do estômago mostrando o antro ("Pyloric antrum").

Antro é uma região do estômago, anterior ao piloro.
Esta região apresenta fossetas gástricas muito profundas, nas quais se abrem glândulas tubulosas simples ou ramificadas, produtoras de muco e muito semelhantes às glândulas da região cárdica. Na região pilórica, todavia, as fossetas são longas e as glândulas curtas, ao contrário do que ocorre na região cárdica.
A região pilórica contém muitas células enteroendócrinas produtoras de gastrina, que estimula a secreção das células parietais.